# Сабалан
Сабалан або Савалан (перс. سبلان; азерб. Savalan) — згаслий стратовулкан висотою 4811 м. В  Іранському Азербайджані, на північному заході Ірану, в  остані Ардебіль. Височина Сабалану пов'язана на заході з ланцюгами Карадагу і через них з горами  Вірменії і Закавказзя. Сабалан відділяється на півдні долиною річки Аджічай від західного відрога Талиських гір, що прямує до  оз. Урмія і закінчується височиною Сехенд, на сході долиною  р. Кара-Су від головного ланцюга Талиша. На вулканічне походження Сабалану вказує і склад порід, що складають його, і форма вершини (зрізаний конус, що почасти провалився), і присутність гарячих сірчаних джерел на його схилах. Вершина Сабалану майже завжди покрита снігом.

## Фототека

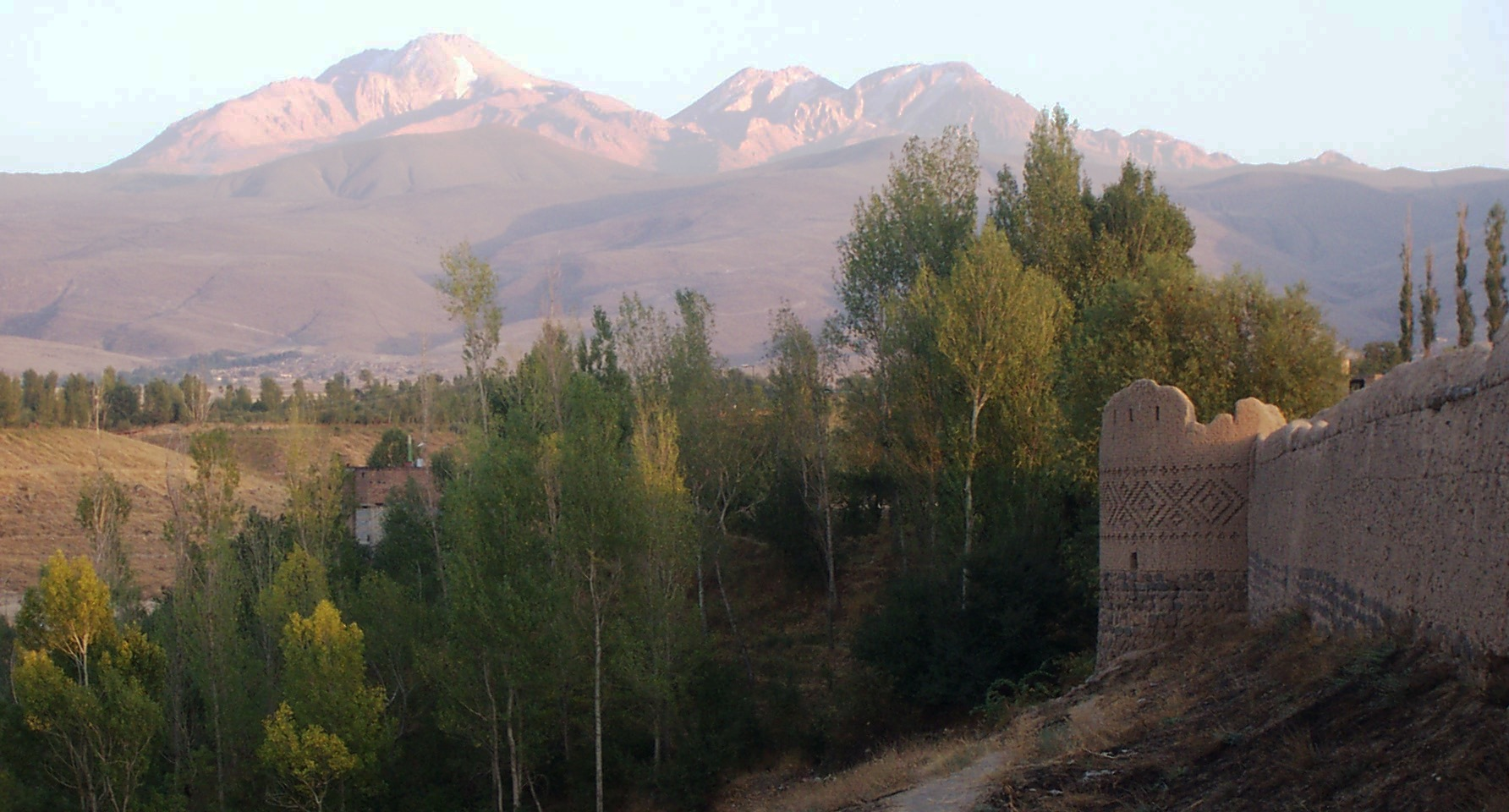
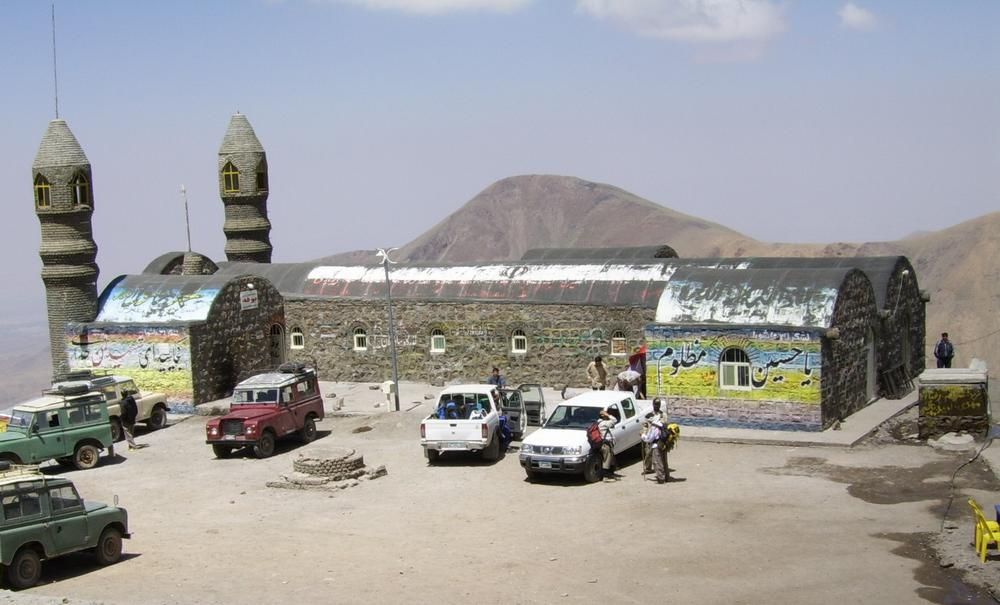
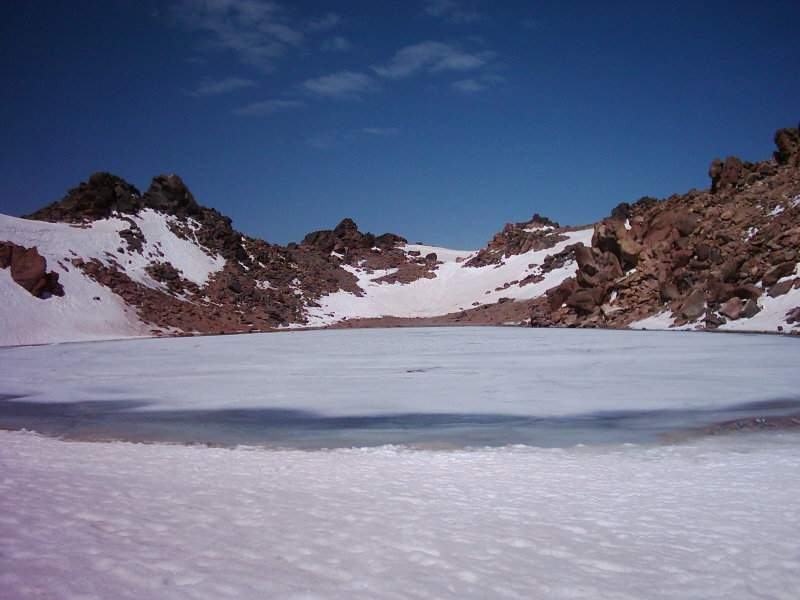
Озеро в кратері Сабалану
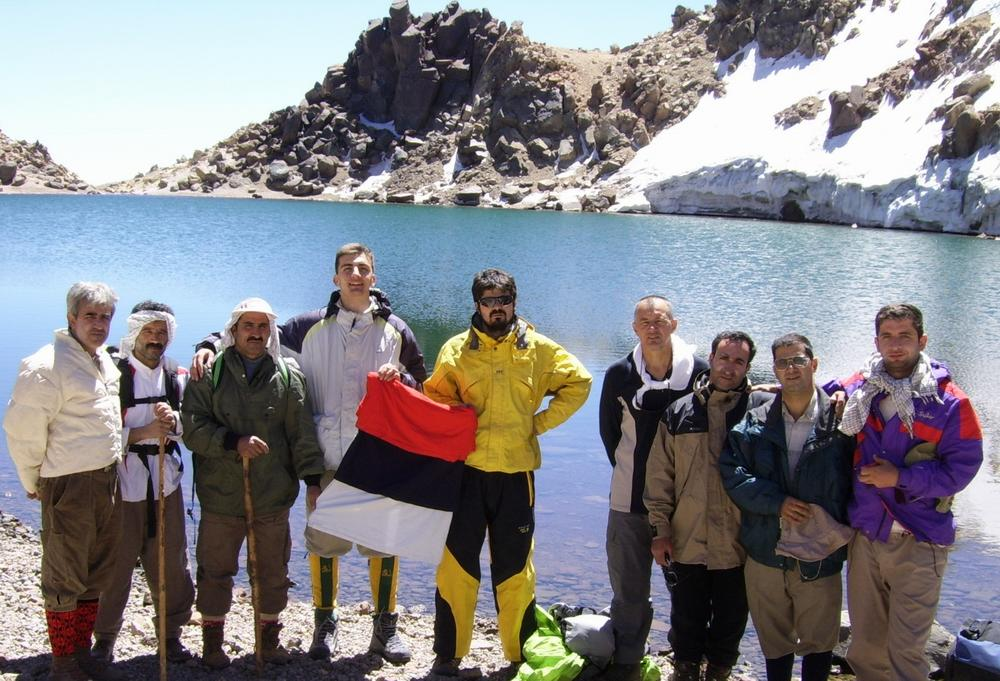
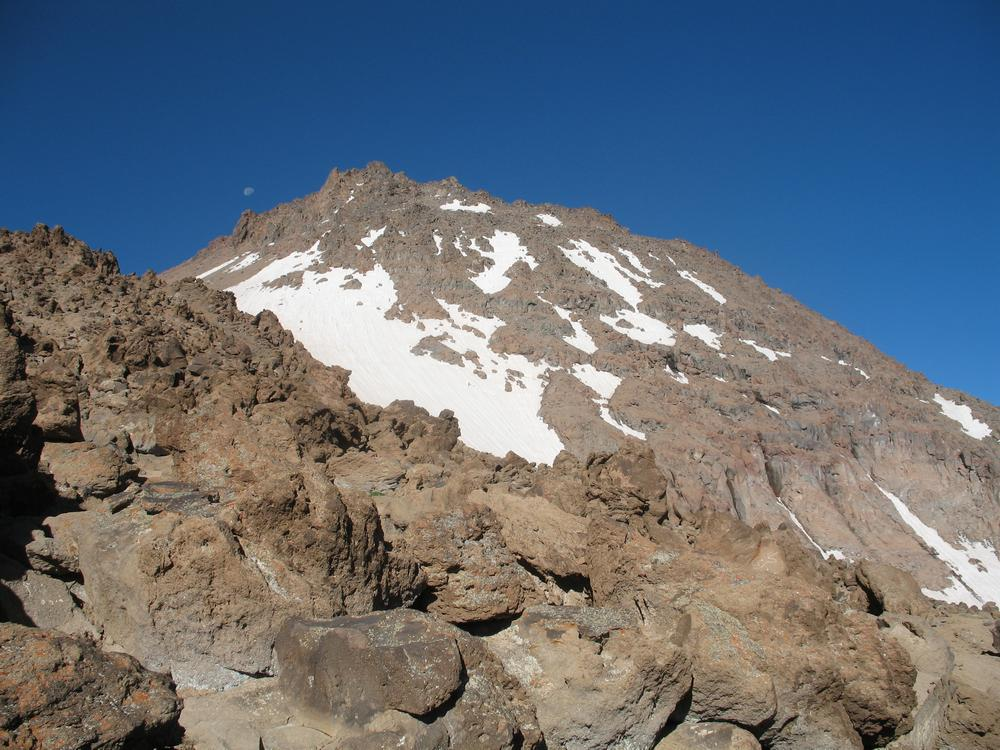
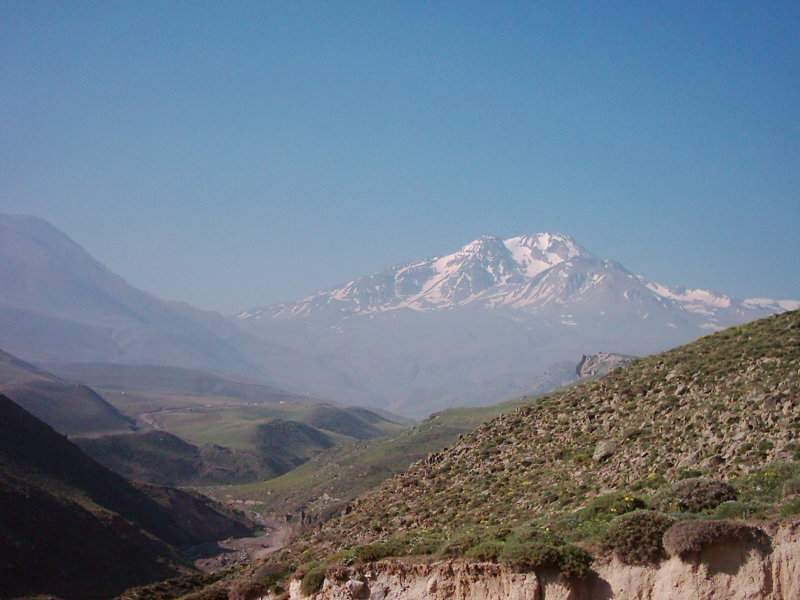

## Ресурси Інтернету
- Вікісховище має мультимедійні дані за темою: Сабалан
- Volcano Live [Архівовано 4 березня 2016 у Wayback Machine.]
- Global Volcanism Program: Sabalan [Архівовано 26 березня 2013 у Wayback Machine.]
- Williams, Richard S., Jr.; Ferrigno, Jane G. (eds.) (1991). Satellite Image Atlas of Glaciers of the World -- Middle East and Africa. USGS Professional Paper 1386-G. с. 37—39. Архів оригіналу за 4 травня 2015. Процитовано 24 серпня 2014.
- Peaklist.org: Iran Mountain Ultra-Prominence [Архівовано 7 січня 2019 у Wayback Machine.]
- Story of a climb to Mount Sabalan
- Hamed Tohidi's Blog about Mount Sabalan

## Виноски
1. ↑  GLOBAL VOLCANISM PROGRAM. Архів оригіналу за 26 березня 2013. Процитовано 24 серпня 2014.